# Andrzej Rewilak
Andrzej Rewilak (ur. 4 września 1942 w Krakowie) – polski piłkarz grający na pozycji obrońcy.

## Kariera
W reprezentacji zagrał tylko raz. 5 stycznia 1966 Polska zremisowała z Anglią 1:1, a Rewilak zagrał 90 minut. Jako piłkarz juniorskiej kadry Polski zdobył srebrny medal turnieju UEFA w Portugalii w 1961 (później mistrzostwa Europy). Był wychowankiem Kabla Kraków. Piłkarzem Cracovii został w 1960, grał w niej przez ponad 10 lat (I i II liga) i w jej barwach wystąpił w kadrze. Karierę kończył w polonijnym klubie w Stanach Zjednoczonych.